# جوش كاي
جوش كاي (بالإنجليزية: Josh Kaye)‏ هو ممثل أمريكي، ولد في 23 نوفمبر 1994.

## وصلات خارجية
- جوش كاي على موقع IMDb (الإنجليزية)